# Durrington Walls
| QS Vor- und Frühgeschichte | Dieser Artikel wurde aufgrund von inhaltlichen Mängeln auf der Qualitätssicherungsseite des WikiProjekts Vor- und Frühgeschichte eingetragen. Dies geschieht, um die Qualität der Artikel aus diesem Themengebiet auf ein akzeptables Niveau zu bringen. Bitte hilf mit, die inhaltlichen Mängel dieses Artikels zu beseitigen, und beteilige dich bitte an der Diskussion! |  |

Lage – rechts oben

Durrington Walls war nach heutigem Forschungsstand im 4. Jahrtausend v. Chr. die größte steinzeitliche Siedlung Nordeuropas und beinhaltet eine der größten jemals in Europa entdeckten Megalithreihen. Die Anlage zählt zu den so genannten Henge-Monumenten und liegt in Wiltshire, im Vereinigten Königreich. Sie ist nur etwa 2,5 km stromaufwärts des Avon von Stonehenge entfernt. Das Henge ist nach Hindwell in Wales das zweitgrößte spätneolithische Palisadengehege im Vereinigten Königreich.
Das Class II Henge besteht aus einem ovalen Wall, der einem Graben vorgelagert ist. Das etwa 10 Hektar große Oval besitzt Eingänge im Südosten und Nordwesten. Inzwischen vermuten die Archäologen, dass mindestens 300 Gebäude auf diesem Areal standen. Die Anlage wurde zur Zeit der neolithischen Grooved ware errichtet und genutzt, zur selben Zeit, als die Sarsensteine nach Stonehenge verfrachtet wurden. Erst im Juni 2020 wurde ein weiterer, wesentlich größerer Kreis bekannt, der sowohl Durrington Walls, die Larkhill Causewayed Enclosure als auch Woodhenge einschließt und auf ein Alter von über 4500 Jahre datiert wird.
Durrington Walls wird seit 1928 als Scheduled Monument gelistet und wurde 1986 zusammen mit benachbarten Anlagen als Stonehenge, Avebury and Associated Sites durch die UNESCO zum Weltkulturerbe ernannt.

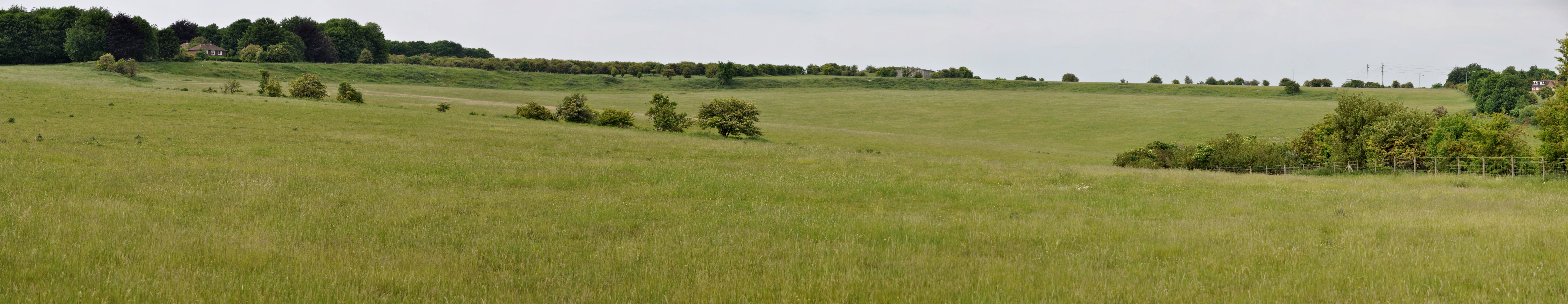
Panorama der Anlage

## Beschreibung

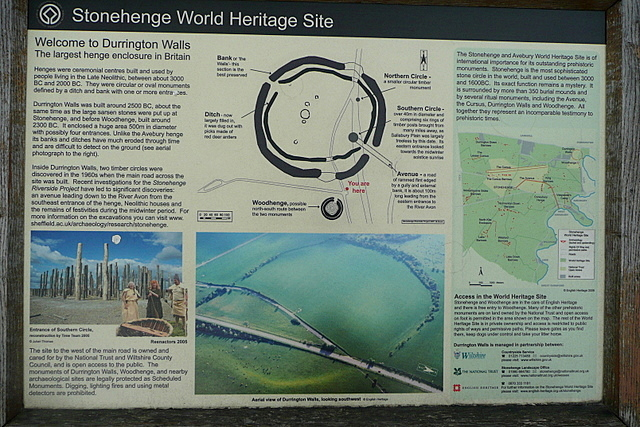
Hinweistafel

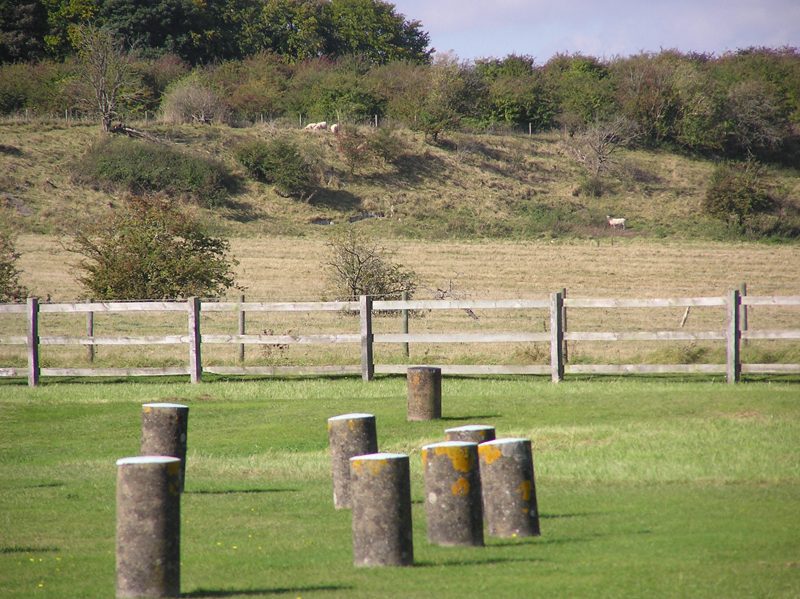
Blick von Woodhenge auf Durrington Walls

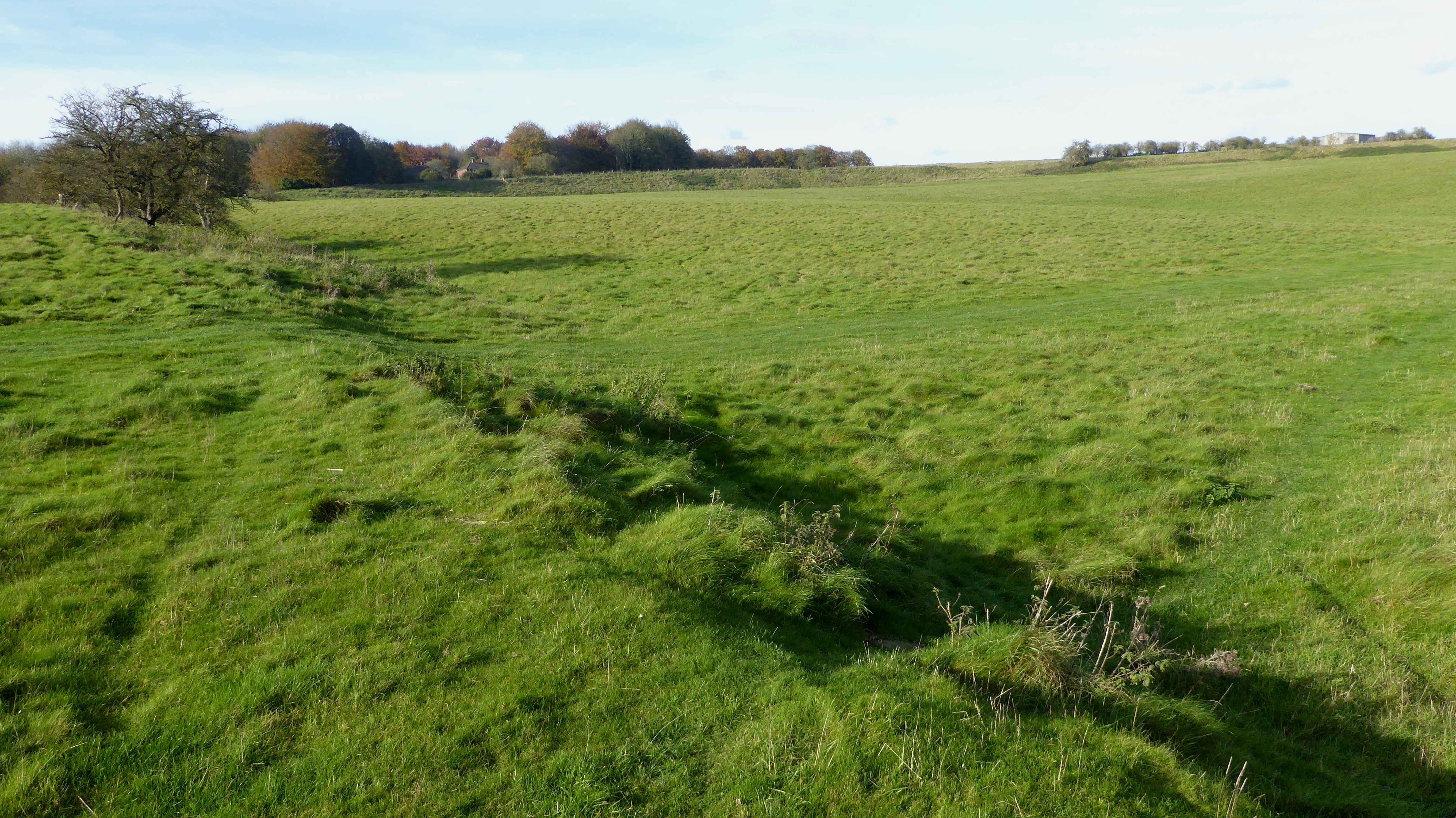
Der südliche Wall

Durrington Walls liegt an einer Schleife des Avon zwischen Amesbury und Durrington auf der Salisbury Plain. Das Erdwerk liegt in unmittelbarer Nachbarschaft zu Woodhenge und der Packway enclosure. Durch den Ackerbau ist der Wall sehr verschliffen und nur noch im Nordosten sichtbar. Im tiefergelegenen Teil wurden jedoch durch Erosion abgetragene Sedimente abgelagert und schützten so die darunterliegenden Schichten. Hier sind Gräben und Pfostenlöcher gut erhalten.
Holzkohle, die unter dem Wall gefunden wurde, lieferte Daten von 4575±40 (GrO-901a) und 4585±70 BP (GrO-901), also zwischen 3490 und 3100 v. Chr. (1σ). Die Funde datieren Durrington Walls in die Zeit der Grooved Ware.

## Forschungsgeschichte
Die Anlage wurde durch den Antiquar Colt Hoare als „circular embankment“ beschrieben und 1928 unter Schutz gestellt. 1929 dokumentierte O. G. S. Crawford die Anlage durch Luftbilder. Von 1950 bis 1951, als ein Leitungsgraben entlang der A 345 (alt) verlegt wurde, wurde die Anlage das erste Mal archäologisch untersucht und ein Glockenbechergrab aufgedeckt.
Im Zuge von Baumaßnahmen an der A345 von Amesbury nach Marlborough wurden Durrington Walls 1966–1967 von Geoffrey Wainwright und Ian Longworth teilweise ausgegraben.
Im Rahmen des Stonehenge Riverside Projekts gruben unter anderem Julian Thomas (Manchester) und Mike Parker Pearson (Sheffield) zwischen September 2003 und 2010 in Durrington Walls. Es wurden acht Häuser aus der Zeit der Grooved Ware aufgedeckt. Sie hatten ca. 5 m Durchmesser, Lehmfußböden und viereckige Herdstellen im Zentrum. Zwei der Häuser lagen etwas abseits im Westen der Anlage. Die Fußböden der Häuser waren mit Abfall, darunter großen Mengen von Tierknochen bedeckt.
Im Juni 2020 wurden bei einer geophysikalischen Untersuchung zwanzig fünf Meter tiefe und über neun Meter breite ehemalige Gruben entdeckt, die von Menschenhand gegraben worden waren und von denen einige offenbar massive Hölzer aufnehmen konnten. Die Löcher liegen auf dem Bogen eines 2400 vor Christus hergestellten Kreises mit einem Durchmesser von 1,9 Kilometern. Damit handelt es sich um das größte prähistorische Denkmal Großbritanniens.

## Die Steinreihe
Vincent Gaffney, ein Archäologe der Universität Birmingham, meinte im Rahmen des Forschungsprojekts Stonehenge Hidden Landscape bei Radaruntersuchungen der Anlage eine Steinsetzung zu entdecken, die unter dem Wall begraben ist. Er ging von insgesamt 90 Steinen aus, von denen 30 bis zu einer Größe von 4,5 m noch in der Anlage liegen, während sich die übrigen durch Fundamentgruben oder Bruchstücke nachweisen lassen. Bei neueren Forschungen wurden jedoch angeblich circa 200 Steine festgestellt. Die Steine wurden vor etwa 4500 Jahren aufgestellt und bildeten das südliche Ende des von den Forschern beschriebenen rituellen Ortes. Bei einer Umgestaltung durch die frühzeitlichen Erbauer sollen die Steine umgelegt worden sein. Dann wurde die Reihe unter einem nur annähernd geraden Wall an der Südseite der ansonsten kreisrunden Anlage begraben. Die Steinreihe würde damit zu den größten Megalithbauten gehören, die in Großbritannien entdeckt wurden.

## Der umfassende Schachtkreis
Alle bisher beschriebenen Anlagen werden von einem weiteren Kreis mit einem Durchmesser von 2 km umgeben, dessen Existenz erst durch Untersuchungen im Rahmen des Stonehenge Hidden Landscape Project ab 2018 erkannt und der im Juni 2020 bekannt gegeben wurde. Dabei handelt es sich um über 20 einzelne Gruben oder Schächte. Jede hat eine Größe von 5 × 20 m. Die Entstehung dieses Kreises liegt im selben Zeitraum wie die von Durrington Walls und wurde also im selben Kontext errichtet. Die Schächte fielen bei Untersuchungen mittels Bodenradar auf. Die Datierung von 4500 Jahren Before Present wurde durch Grabungen und die Untersuchung von Holzkohle mittels der 14C-Methode bestimmt.

## Interpretation
Durrington ist zeitlich parallel mit Marden Henge errichtet worden, was aus den Funden, speziell von Keramik der Grooved Ware, geschlossen werden kann. Die Funktion der riesigen Henges konnte vorerst nicht eindeutig geklärt werden. Die Annahme, dass es sich um regionale Zentren für große Territorien und die Unterkünfte einer Elite handelt, ist überholt. Die Lage der Superhenges deutet an, dass sich die Grenzen der alten Territorien nicht verlagerten. Jedenfalls wurden diese riesigen Henges nicht weit von den älteren Causewayed Enclosures errichtet. Euan Wallace MacKie (1936–2020) nimmt z. B. an, dass Mount Pleasant für die theokratische Elite vorgesehen war und Maumbury Rings das zugehörige zeremonielle Zentrum darstellt. Die alten Einhegungen wurden nicht modifiziert, sondern Henges wurden in der Nähe von Flüssen und an niedrigen Stellen gebaut. Deshalb wurde das höher gelegene Maiden Castle zugunsten einer 66 m tieferen Gründung verlassen, die nur 300 m vom Fluss Frome entfernt liegt. Der Umzug erfolgte etwa 2600 v. Chr., obwohl der Henge-Graben, datierbaren Funden zufolge, anscheinend nicht vor 2170 v. Chr. ausgehoben wurde. In einem ähnlichen Prozess wurde das frühjungsteinzeitliche Erdwerk von Robin Hood’s Ball durch die 45 m niedriger und näher am Avon gelegene Anlage von Durrington ersetzt.
Der Schachtkreis wird nach einer vorläufigen Interpretation als Weg zu den Stätten im Inneren angesehen oder als Grenze für einen nicht näher bestimmbaren „Heiligen Bezirk“.

## Vergleichbare Anlagen
Die Anlage gehört zu den größten ihrer Art und wird nur noch von dem wesentlich besser erhaltenen Avebury übertroffen. Marden (Wiltshire) und Mount Pleasant (Dorchester) erreichen vergleichbare Ausmaße.